# یارحسین (غربی)
یارحسین (به انگلیسی: Yar Hussain) یک منطقهٔ مسکونی در پاکستان است که در خیبر پختونخوا واقع شده‌است.